# Megastigmus brachychitoni
Megastigmus brachychitoni är en stekelart som beskrevs av Walter Wilson Froggatt 1905. Megastigmus brachychitoni ingår i släktet Megastigmus och familjen gallglanssteklar. Inga underarter finns listade i Catalogue of Life.